# Camp de Tarrafal

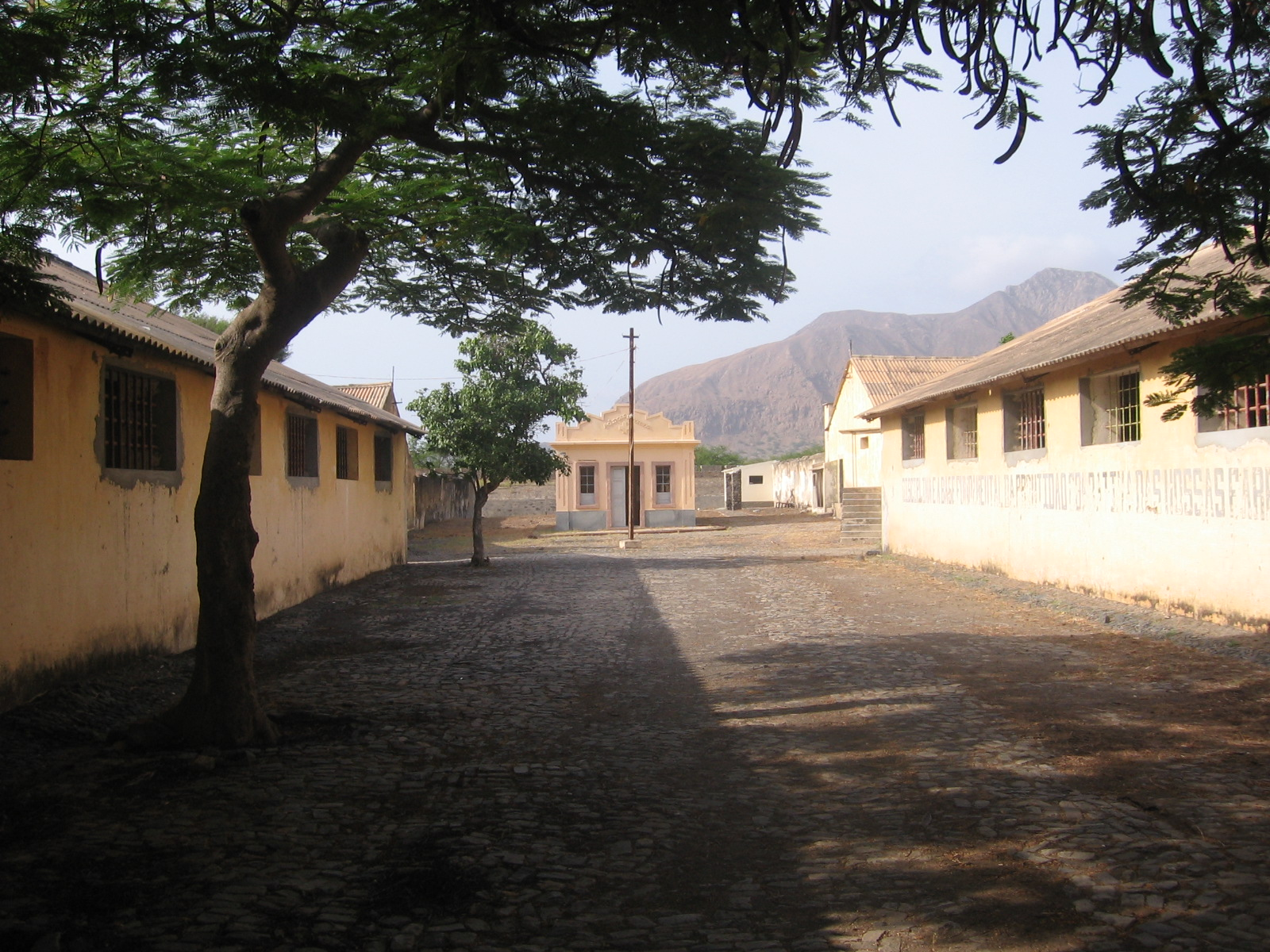
Edificis de les cel·les col·lectives del Camp de Tarrafal

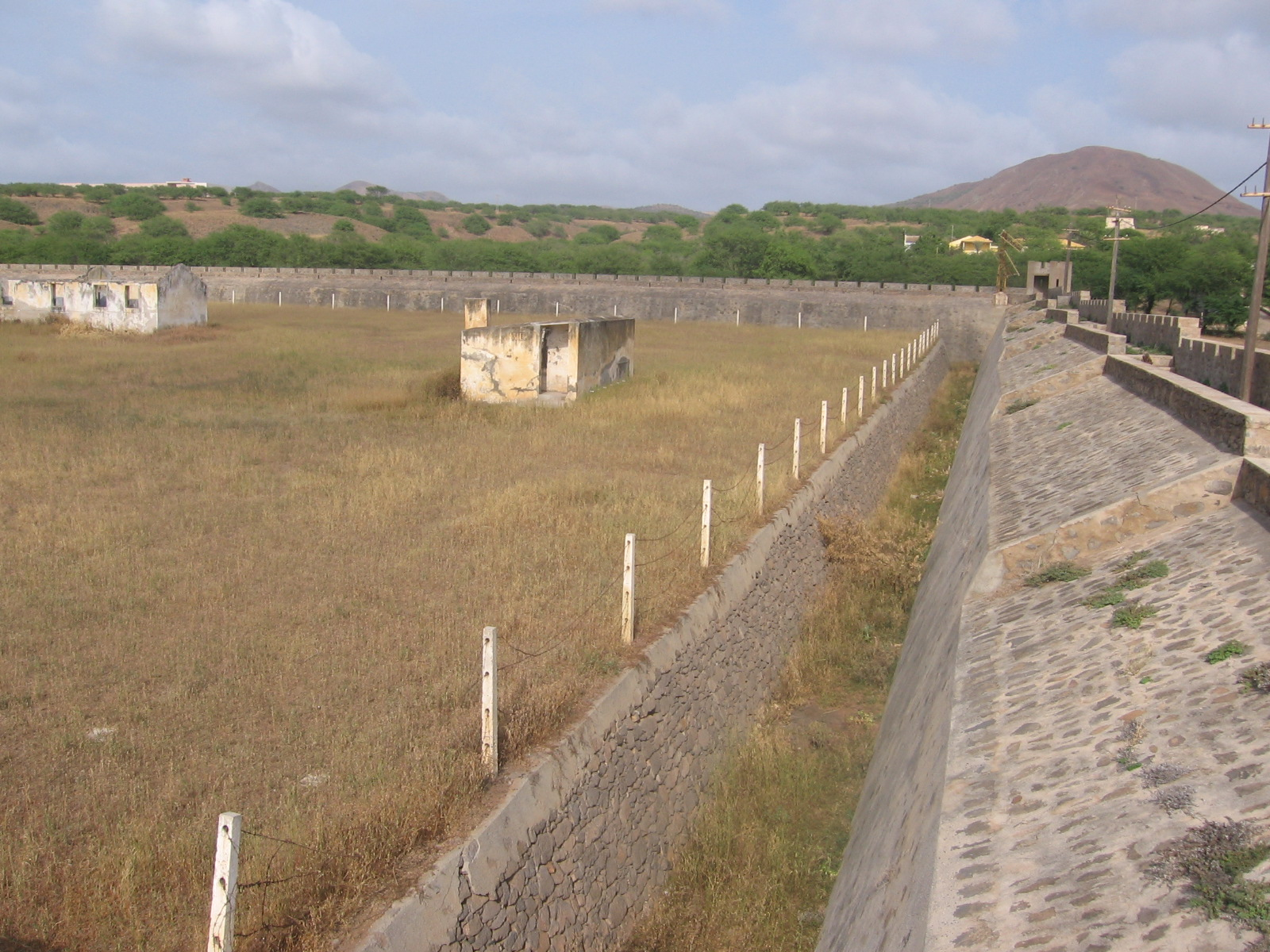
Mur exterior del Camp de Tarrafal

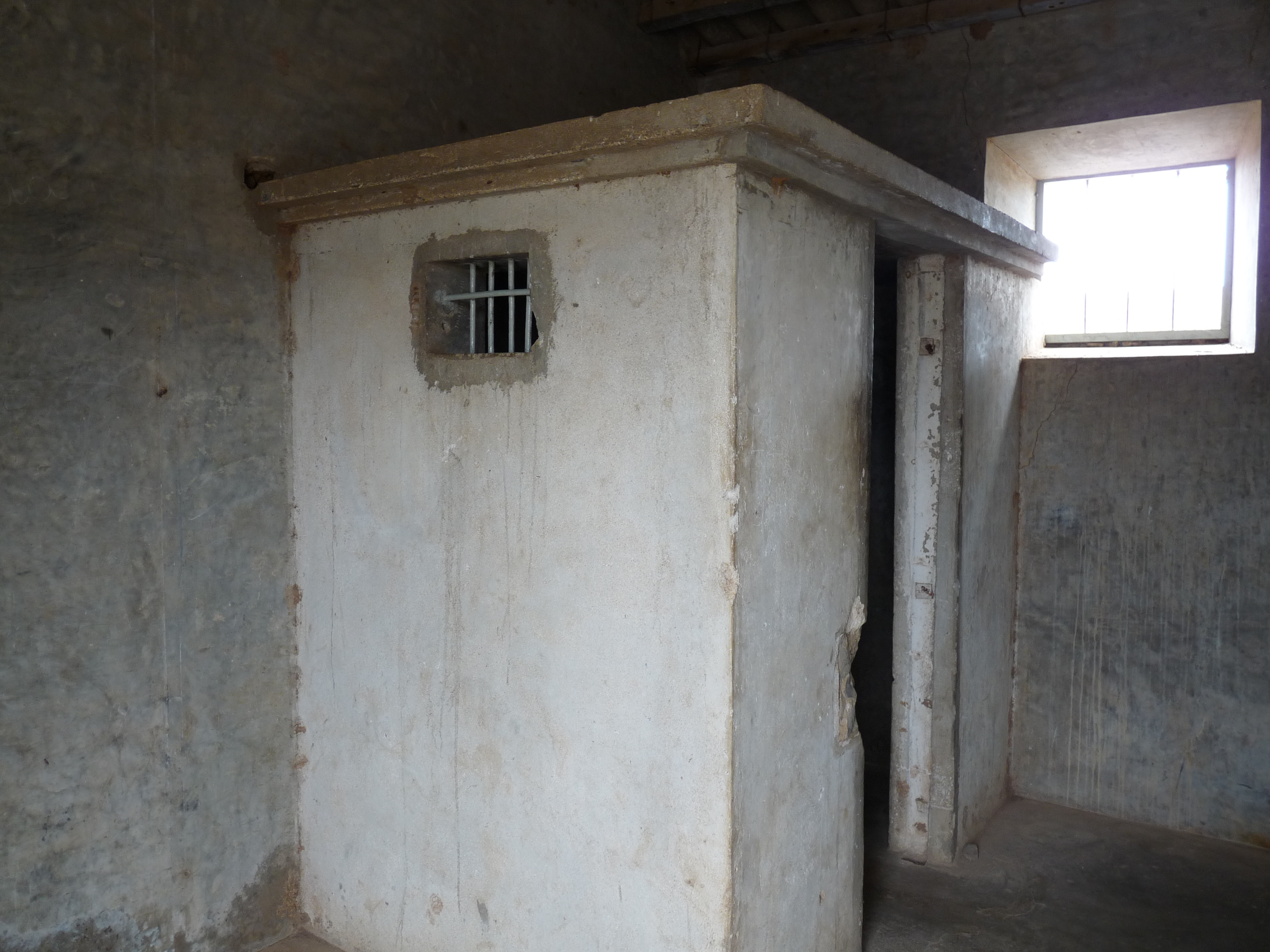
Una cel·la de càstig hollandinha. Les temperatures interiors podien arribar als 45° durant el dia.

La Colònia Penal de Tarrafal, coneguda com a Campo da Morte Lenta, situada al llogaret de Chão Bom en el terme municipal de Tarrafal, a l'Illa de Santiago (Cap Verd), va ser establerta pel govern portuguès de l'Estat Nou d'António Oliveira Salazar concorde al Decret-Llei n. 26/539, de 23 d'abril de 1936, poc abans de l'esclat de la guerra civil espanyola.
El 18 d'octubre de 1936 van partir de Lisboa els primers 152 detinguts, entre els quals es trobaven els participants al Soviet de Marinha Grande (37) del 18 de gener de 1934 i els mariners que van tenir participació en la Revolta dels Mariners ocorreguda a bord de navilis de guerra en el riu Tajo el 8 de setembre de 1936.
El Camp de Tarrafal, o Camp de Concentració de Tarrafal, com es va conèixer, va començar a funcionar el 29 d'octubre de 1936, amb l'arribada dels primers presoners.

## Història
En 1932 Salazar s'havia convertit en Primer Ministre de Portugal. Després de consolidar el seu poder, va declarar l'Estat Nou ("Estado Novo") en 1933. Va ser un govern inspirat en el feixisme italià de Benito Mussolini. Els sindicats i els partits polítics van ser prohibits (excepte la Unió Nacional de Salazar). En resposta moltes organitzacions d'esquerra iniciaren campanyes contra el règim d'extrema dreta. Les detencions aviat van conduir a un augment de la població reclusa de Portugal.
Contra aquesta situació, l'Estat Nou, sota la forma de reorganització de les presons del país, va decidir construir una colònia penal a l'estranger per exiliar als oponents polítics. Es van considerar diversos llocs arreu de les colònies portugueses. Finalment escolliren Chão Bom a l'illa Santiago a l'arxipèlag de Cap Verd. Fou escollit perquè era el més adequat per a la "higiene, vigilància i recursos naturals"; totes les propietats ideals que una presó de colònies havia de tenir segons els experts penals portuguesos.
Ideològicament Tarrafal va ser creat amb dos propòsits. En primer lloc, seria utilitzada per extreure i aïllar als presos polítics que omplien les presons continentals arran les protestes i manifestacions. En segon lloc el camp tindria condicions extremes per tal d'enviar un missatge clar a l'oposició de Portugal que el règim de Salazar no toleraria cap mena de dissidència política. Aquests objectius estan clarament definits en els paràgrafs inicials del Decret Llei N. 26539, la llei que es va promulgar per construir Tarrafal. Va indicar que el camp, que estaria sota el control de la PIDE (policia secreta portuguesa), era només per al desterrament dels presos polítics i socials que havieb pertorbat altres presons i eren considerats un "element perjudicial" per als altres interns.

## Primer període
El 18 d'octubre de 1936 va salpar de Lisboa el primer vaixell amb 152 presos polítics. Mentre era en camí es va construir el campament de base el 29 d'octubre de 1936. Entre el primer grup de reclusos hi havia sindicalistes i anarquistes que havien participat en el Soviet de Marinha Grande el 18 de gener de 1934 com a protesta contra el règim de l'Estat Nou. El cop incruent va ser reprimit amb duresa pel govern. António Guerra, que va dirigir l'ocupació de l'oficina de correus de Marinha Grande, va ser condemnat a 20 anys a l'exili; va morir a Tarrafal en 1948. Els altres presoners inclouen dos mariners de dos vaixells de guerra portuguesos, l'Afonso de Albuquerque i el Dão que es van amotinar el 8 de setembre a 1936 al riu Tajo en la Revolta dels Mariners.
En els dos primers anys els presoners dels camps dormien en tendes de lona que no tenien electricitat i ventilació. L'aigua salobre d'una font, a 2 kilòmetres del camp, era portada en velles llaunes de combustible. A causa de la temporada de pluges abundants i prolongades a Cap Verd, les tendes de campanya es podrien i obligaven als presoners a dormir en refugis improvisats. La malària era habitual.
El 1940 el campament havia estat reconstruït en maons. El lloc fou ampliat, amb capacitat per a 4.000 reclusos, tenia cel·les en blocs construïdes al voltant d'un quadrilàter, un centre de salut, una sala de lectura, torres de vigilància i casernes de la PIDE, i instal·lacions administratives. El camp disposava d'un petit ferrocarril per tal de transportar subministraments i combustible.
La PIDE modelà el règim del camp segons els camps de concentració nazis. Els presoners van ser sotmesos a un autoritarisme brutal. S'aprovaren regulacions estrictes i la informació de fora estava prohibida. La PIDE utilitzava la violència física i psicològica contra els presos, iaixò incloïa la privació de la son, pallisses i humiliacions. Homes i dones van ser torturats per obtenir informació sobre els seus organismes i xarxes a Portugal. El càstig més sever que es va dur a terme era el tancament una cel·la de ciment anomenada frigideira. Dins d'aquest edifici sense finestres de 6 metres per 3 metres, les temperatures diürnes podrien arribar fins a 60°. Els presos podrien estar-hi dies, setmanes o mesos.
El camp va ser tancat en 1954 a causa de pressions nacionals i internacionals.

## Morts a Tarrafal
Van morir 32 presoners polítics a Tarrafal; els seus cossos només van poder tornar a Portugal després de la Revolució del 25 d'Abril:
- Francisco José Pereira: Mariner, 28 anys (Lisboa, 1909 - Tarrafal 20 de setembre de 1937)
- Pedro de Matos Filipe: Estibador, 32 anys (Almada, 19 de juny de 1905 - Tarrafal, 20 de setembre de 1937)
- Francisco Domingues Quintas: Industrial, 48 anys (Grijó, Porto, Abril de 1889 - Tarrafal, 22 de setembre de 1937)
- Rafael Tobias Pinto da Silva: Rellotger, 26 anys (Lisboa, 1911 - Tarrafal 22 de setembre de 1937)
- Augusto Costa: Operari vidrer (Leiria,? - Tarrafal, 22 de setembre de 1937)
- Cândido Alves Barja: Mariner, 27 anys (Castro Verde, Abril de 1910 - Tarrafal, 29 (24?) de setembre de 1937)
- Abílio Augusto Belchior: Marbrista, 40 anys (?, 1897 - Tarrafal, 29 d'octubre de 1937)
- Francisco do Nascimento Esteves: Torner mecànic, 24 anys (Lisboa, 1914 - Tarrafal, 21 (29?) de gener de 1938)
- Arnaldo Simõés Januário: Barber, 41 anys (Coïmbra, 1897 - Tarrafal, 27 de març de 1938)
- Alfredo Caldeira: Pintor decorador, 30 anys (Lisboa, 1908 - Tarrafal, 1 de desembre de 1938)
- Fernando Alcobia: Venedor de periòdics, 24 anys (Lisboa, 1915 - Tarrafal, 19 de desembre de 1939)
- Jaime da Fonseca e Sousa: Impressor, 38 anys (Tondela, 1902 - Tarrafal, 7 de juliol de 1940)
- Albino António d'Oliveira Coelho: Motorista, 43 anys (?, 1897 - Tarrafal, 11 d'agost de 1940)
- Mário dos Santos Castelhano: Oficinista, 44 anys (Lisboa, maig de 1896 - Tarrafal, 12 d'octubre de 1936)
- Jacinto de Melo Faria Vilaça: Mariner, 26 anys (?, maig de 1914 - Tarrafal, 3 de gener de 1941)
- Casimiro Júlio Ferreira: Calderer, 32 anys (Lisboa, 4 de febrer de 1909 - Tarrafal, 24 de setembre de 1941)
- Albino António d'Oliveira de Carvalho: Comerciant, 57 anys (Póvoa do Lanhoso, 1884 - Tarrafal, 22 (23?) d'octubre de 1941)
- António Guedes de Oliveira e Silva: Motorista, 40 anys (Vila Nova de Gaia, 1 de maig de 1901 - Tarrafal, 3 de novembre de 1941)
- Ernesto José Ribeiro: Forner, 30 anys (Lisboa, març de 1911 - Tarrafal, 8 de desembre de 1941)
- João Lopes Dinis: Cantero, 37 anys (Sintra, 1904 - Tarrafal, 12 de desembre de 1941)
- Henrique Val Domingues Fernandes: Mariner, 28 anys (?, agost de 1913 - Tarrafal, 7 de gener (juny?) de 1942)
- Bento António Gonçalves: Torner mecànic, 40 anys (Fiãés do Rio (Montalegre), 2 de març de 1902 - Tarrafal, 11 de setembre de 1942)
- Damásio Martins Pereira: Operari (? - Tarrafal, 11 de novembre de 1942)
- António de Jesus Branco: Descargador, 36 anys (Carregosa, 25 de desembre de 1906 - Tarrafal, 28 de desembre de 1942)
- Paulo José Dias: Fogonero, 39 anys (Lisboa, 24 de gener de 1904 - Tarrafal, 13 de gener de 1943)
- Joaquim Montes: operari, 30 anys (Almada, 11 de setembre de 1912 - Tarrafal, 14 de febrer de 1943)
- Manuel Alves dos Reis (? - Tarrafal, 11 de juny de 1943)
- Francisco Nascimento Gomes: Conductor, 34 anys (Vila Nova de Foz Côa, 28 d'agost de 1909 - Tarrafal, 15 de novembre de 1943)
- Edmundo Gonçalves: 44 anys (Lisboa, febrer de 1900 - Tarrafal, 13 de juny de 1944)
- Manuel Augusto da Costa: Pedrer (? - Tarrafal, 3 de juny de 1945)
- Joaquim Marreiros: Mariner, 38 anys (Lagos, 1910 - Tarrafal, 3 de novembre de 1948)
- António Guerra: Empleat de comerç, 35 anys (Marinha Grande, 23 de juny de 1913 - Tarrafal, 28 de desembre de 1948)

## Segon període
El lloc fou reobert en 1961 per ordre d'Adriano Moreira, ministre de les províncies d'ultramar. Ara seria utilitzat com a camp de treball forçat per als líders i activistes africans que estaven lluitant contra el colonialisme portuguès. Els presos eren del Partit Africà per la Independència de Guinea i Cap Verd i procedien de Cap Verd, Angola i Guinea Bissau. La frigideira va ser substituïda per la hollandinha. Tot i les condicions, els reclusos van tractar d'ajudar-se els uns als altres i millorar la seva educació i el coneixement. Van donar classes entre ells i s'entrenaren com a traductors i empleats.
La presó va ser tancada pel segona i última vegada després de la revolució dels clavells del 25 d'abril de 1974 que va acabar amb el règim feixista de 50 anys a Portugal. La següent nit, a les 23:30, un tinent va arribar de Lisboa amb l'ordre d'alliberar tots els presos polítics.
El govern portuguès va lliurar el lloc al govern de Cap Verd després de la proclamació d'independència el 1975.

## Llegat
Després del seu tancament com a presó, el lloc ha estat utilitzat com a base militar, camp de refugiats, instal·lació d'emmagatzematge i escola. No obstant això aquests rols han canviat i alteratn les característiques del lloc històric. Els edificis han estat greument danyats, molts han perdut sostres, finestres i portes.
Tarrafal és actualment un museu. El Museu da Resistência mostra fotografies, plaques i artefactes. És part d'un projecte per preservar i registrar la història del camp. L'objectiu a llarg termini del projecte és esdevenir Patrimoni de la Humanitat.
En 2006 el World Monument Fund nomenà Tarrafal un dels 100 monuments visitats.
En 2009 va tenir lloc a Praia un Simposi Internacional sobre el camp de concentració de Tarrafal, en el 35 aniversari de la clausura del camp. El simposi va comptar amb la presència d'antics presos polítics i especialistes de Cap Verd, Angola, Guinea Bissau i Portugal.

## Pel·lícules
- Tarrafal: Memórias do Campo da Morte Lenta, realitzat per Diana Andringa (2010)[4][5]
- Há 70 anos, o Tarrafal: Os últimos sobreviventes, autoria i realització de Fernanda Paraiso; producció de Take 2000/RTP[6]